# 克鲁瓦 (贝尔福地区省)
克鲁瓦（法語：Croix，法語發音：[kʁwa] ⓘ）是法国勃艮第-弗朗什-孔泰大区贝尔福地区省的一个市镇，位于该省南部，和杜省及瑞士接壤，属于贝尔福区。

## 地理
克鲁瓦（47°26'43"N, 6°57'17"E）面积5.41 平方千米，位于法国勃艮第-弗朗什-孔泰大區贝尔福地区省，该省份为法国东北部内陆省份，东临上莱茵省，北起孚日省，西接上索恩省，南与杜省和瑞士接壤。
与克鲁瓦接壤的市镇（或旧市镇、城区）包括：圣迪济耶莱韦克、阿贝维莱尔、旺东库尔、蒙布通、维拉尔勒塞克。

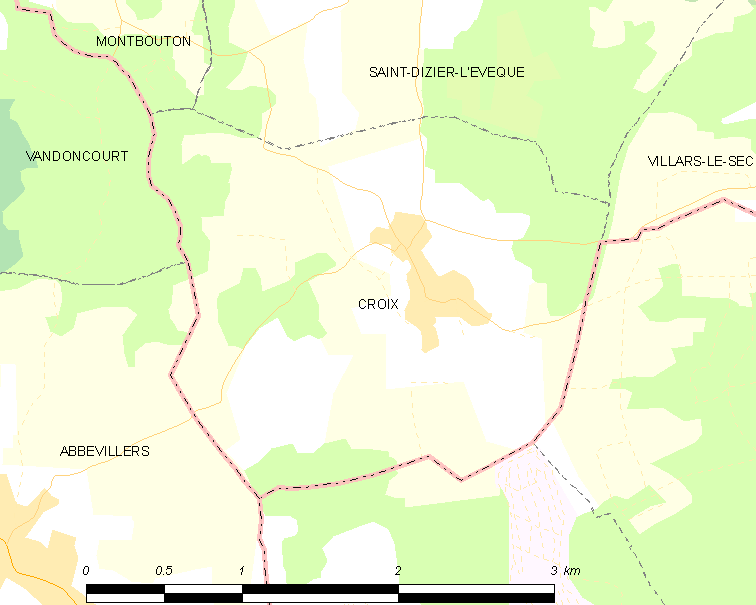
的OSM定位图

克鲁瓦的时区为UTC+01:00、UTC+02:00（夏令时）。

## 行政
克鲁瓦的邮政编码为90100，INSEE市镇编码为90030。

## 政治
克鲁瓦所属的省级选区为代勒县。

## 人口

1962-2008年间人口变化图示

克鲁瓦于2022年1月1日时的人口数量为178人。